# Inria

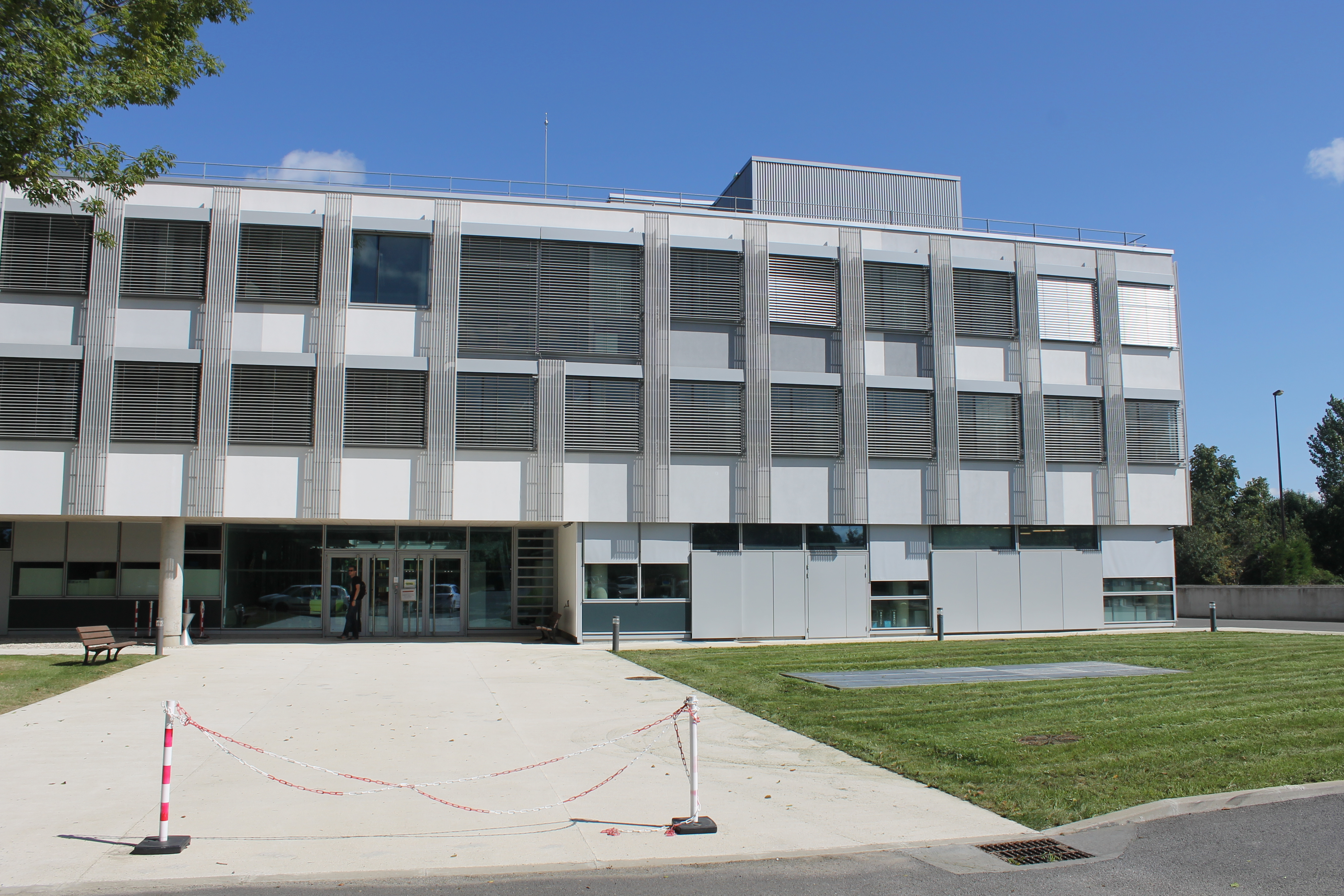
Onderzoeksinstituut Inria in Paris-Saclay

Inria is het Franse nationale onderzoeksinstituut op het gebied van de informatica en de toegepaste wiskunde. Sinds 1985 is het een établissement public à caractère scientifique et technologique (EPST). Inria is in 1967 opgericht onder de naam IRIA (Institut de Recherche en Informatique et en Automatique), in het kader van het Plan Calcul. Per 27 december 1979 werd de naam Institut national de recherche en informatique et en automatique (INRIA). Sinds 7 juli 2011 is de naam Inria, en heeft het acroniem geen betekenis meer. 
Het belangrijkste doel van Inria is het voeren van wetenschappelijk onderzoek en het publiceren van de onderzoeksresultaten in wetenschappelijke literatuur. Daarnaast, en als gevolg van haar onderzoeksactiviteiten, is Inria (mede-)ontwikkelaar van diverse bekende (open-source) softwarepakketten, zoals Caml, Esterel, MPFR, CGAL en Scilab.

## Organisatie
Inria heeft meerdere vestigingen, in diverse steden. De organisatie is onderverdeeld in centra (centre de recherche) verspreid over het land, die elk nog een of meer kleine satellietvestigingen in omringende plaatsen kunnen hebben.  
- De eerste vestiging, in Rocquencourt, is gevestigd in het voormalige SHAPE, het Europese militair hoofdkwartier van de NAVO. Deze vestiging dient tegenwoordig alleen nog als hoofdkwartier van Inria; de onderzoeksactiviteiten zijn overgeheveld naar de tweede vestiging in Parijs.
- Centre de recherche de Paris, in het 12e arrondissement van Parijs
- Centre de recherche Bordeaux - Sud-Ouest, gevestigd in Talence, is een van de jongste Inria centra. Het is opgericht in 2008. De zwaartepunten zijn supercomputers, gebruik van computersimulaties in de biologie en geneeskunde, wiskundige optimalisatie en mens-computerinteractie.
  - nevenvestiging in Pau
- Centre de recherche Grenoble - Auvergne-Rhône-Alpes (gevestigd in Montbonnot-Saint-Martin)
  - nevenvestiging in Saint-Martin-d'Hères
  - nevenvestiging in Grenoble
  - nevenvestiging in Villeurbanne
  - nevenvestiging in Lyon
- Centre de recherche Lille - Nord Europe (gevestigd in Villeneuve-d'Ascq en voor een klein deel in Rijsel)
- Centre de recherche Nancy - Grand Est (gevestigd in Villers-lès-Nancy)
- Centre de recherche Rennes - Bretagne Atlantique
- Centre de recherche Saclay - Île-de-France (gevestigd in Palaiseau)
  - 9 nevenvestigingen ingebed bij diverse andere instituten in de regio
- Centre de recherche Sophia Antipolis - Méditerranée (gevestigd in Biot)

Binnen de centra bestaan verschillende projectgroepen (équipe-projet) die zich op een specifiek onderzoeksgebied richten en 7 of 14 jaar kunnen bestaan. Deze groepen worden bevolkt door eigen personeel van Inria, maar ook door werknemers van nabijgelegen universiteiten, waarmee samenwerkingsverbanden zijn gesloten. Sommige groepen richten zich op fundamenteel onderzoek in de informatica (bijvoorbeeld cryptografie of algoritmes voor parallelle computers), andere op interdisciplinair onderzoek met toepassingen bijvoorbeeld in de geneeskunde, de industrie, de landbouw, of natuurwetenschappelijk onderzoek. In totaal zijn er binnen Inria 184 projectgroepen.

## Open access-politiek
Inria is een sterk voorstander van open-access publicaties. Sinds 2013 zijn alle leden van Inria onderzoeksteams verplicht hun publicaties vrij beschikbaar te stellen op het platform HAL, waarvan de toegankelijkheid en de perenniteit door de Franse overheid gegarandeerd worden. Wanneer de uitgever van het wetenschappelijk tijdschrift waarin het werk is gepubliceerd de auteurs verbiedt het door de uitgever vormgegeven artikel op zo'n platform te plaatsen dan moeten de auteurs een door henzelf vormgegeven versie (bijvoorbeeld het manuscript dat ze naar de uitgever hebben gestuurd) op HAL plaatsen. Inria stelt dat de uitgever onder geen beding auteursrechten kan doen gelden op een door de auteurs zelf gemaakt document. Naast deze verplichting stelt Inria fondsen beschikbaar om publicatiekosten van open-access tijdschriften te betalen.